# Standing Next to Me
"Standing Next to Me" é o segundo single lançado pela banda The Last Shadow Puppets, em 
7 de julho de 2008 no Reino Unido pela . Alcançou a posição de #30 no UK Top 40 em 13 de julho de 2008.

## Videoclipe
A música contém um clipe. No clipe, a banda parece fazer uma alusão aos Beatles, e o faz de dois jeitos: um é que Alex Turner canta tocando um pandeiro e de terno. Outra coisa é que em uma parte, Miles aparece sendo gravado por uma câmera, enquanto toca violão, também caracterizado como um "Beatle".

## Faixas
- CD RUG 301CD

1. "Standing Next to Me" - 2:18
2. "Hang the Cyst" - 6.40
3. "Gas Dance" - 3.37

- 7" RUG 301

1. Side A "Standing Next to Me" - 2:18
2. Side B "Gas Dance" - 3.37

- 7" RUG 301X

1. Side A "Standing Next to Me" - 2:18
2. Side B "Sequels"